# Harpagiferidae
Los Harpagiferidae son una familia de peces marinos incluida en el orden Perciformes, que se distribuyen por el litoral de la Antártida, islas cercanas a ésta, Tierra del Fuego y Patagonia.
Como características anatómicas destaca la ausencia de prolongaciones en la barbilla y dos fuertes espinas en opérculo y subopérculo.

## Géneros y especies
Existe controversia sobre la taxonomía de esta familia. Según ITIS se agruparían en dos subfamilias:
- Subfamilia Artedidraconinae
  - Género Artedidraco (Lönnberg, 1905)
  - Género Dolloidraco (Roule, 1913)
  - Género Histiodraco (Regan, 1914 )
  - Género Pogonophryne (Regan, 1914)
- Subfamilia Harpagiferinae
  - Género Harpagifer (Richardson, 1844)

Pero según FishBase la primera de estas subfamilias sería una familia aparte dentro del orden Perciformes y sólo consideraría un género aquí, que tendría nueve especies:
- Género Harpagifer (Richardson, 1844)
  - H. andriashevi (Richardson, 1844)
  - H. antarcticus (Richardson, 1844)
  - H. bispinis (Richardson, 1844)
  - H. georgianus (Richardson, 1844)
  - H. kerguelensis (Richardson, 1844)
  - H. macquariensis (Richardson, 1844)
  - H. nybelini (Richardson, 1844)
  - H. palliolatus (Richardson, 1844)
  - H. spinosus (Richardson, 1844)